# 中常侍
中常侍，中国汉朝、北齐时的官衔。
有研究者认为，西漢的中常侍来源于秦朝官职。一開始的稱呼是「常侍」，或稱常侍郎。漢武帝時東方朔曾為常侍郎。第一个有记载的中常侍是汉元帝的岳父许嘉。他可能在初元之前就获得这一职衔。当時，中常侍僅是虛銜，多為皇帝愛倖之宦臣，無定員，凡列侯、將軍、卿大夫等，得此加銜，可出入禁中。
東漢漢明帝时，中常侍定員四人，雜用士人、宦官，其秩為千石，後又增為二千石。漢和帝時宦官鄭眾因參與帷幄，立有大功。中常侍員額增至十人。漢代宦官干政，亦是自鄭眾始。汉和帝的皇后邓绥在丈夫逝世后，主政十六年。因女性主政，多用宦官。此时，中常侍已非加官，成为本职官名。汉灵帝时，有十常侍。東漢末年增至十二人，兼領卿署，宦官竟可權傾人主。曹魏时，这一官衔被弃之不用，代以散骑常侍。北齐有中侍中省，置中侍中二人，中常侍四人。隋朝为内侍省，领内侍、内常侍等官。
中国历代官职大辞典记：中常侍 官名。秦、西汉为加官。初称常侍，元帝以后称中常侍。凡列侯、将军、卿大夫、将、都尉、尚书以至郎中，加此得出人禁中，常侍皇帝左右。武帝以后参与朝议，成为中朝官。无定员，或多至数十人，任用士人。东汉改为专职官员，侍从皇帝左右，出人皇宫，赞导宫内诸事，顾问应对。初秩千石，后增为比二千石。名义上隶属少府，实际上直达皇帝。初杂用士人、宣者，明帝时定员四人。自和帝时宦者中常侍郑众等参预帷幄，职位渐重，增至十员，兼领卿署之职。安帝时和熹太后以女主称制，不接公卿，遂成为高级宦官的专职，把持朝政，权倾人主。顺帝时李固说:“中常侍在日月之侧，声势振天下。”(《后汉书·李固传》)三国沿置。魏初与散骑合并，改称散骑常侍，用士人。吴称散骑中常侍，简称中常侍，亦用士人。蜀仍用宦者，为亲近之职，干预朝政。两晋南朝不置。十六国汉、成汉置为高级宦官，宠幸用事。西秦则置中、左、右常侍，并为中枢长官，执掌国事，任用士人北魏置为高级宦官，地位与诸少卿相等，侍从帝后左右，传达诏命，受理尚书、门下奏事，职权甚重:孝文帝太和十七年(493)定为三品上，二十三年改四品上。北齐置四员，为中侍中省次官，四品上，至末年宠信宦官，宦者带此职者数十人，多封王开府。隋朝改名内常侍。金章宗泰和二年(1202)亦置，为内侍寄禄官，以升用内侍局御直、内直有年劳者。初隶宫闱局、寻直隶宜徽院，正五品。